# Odawara

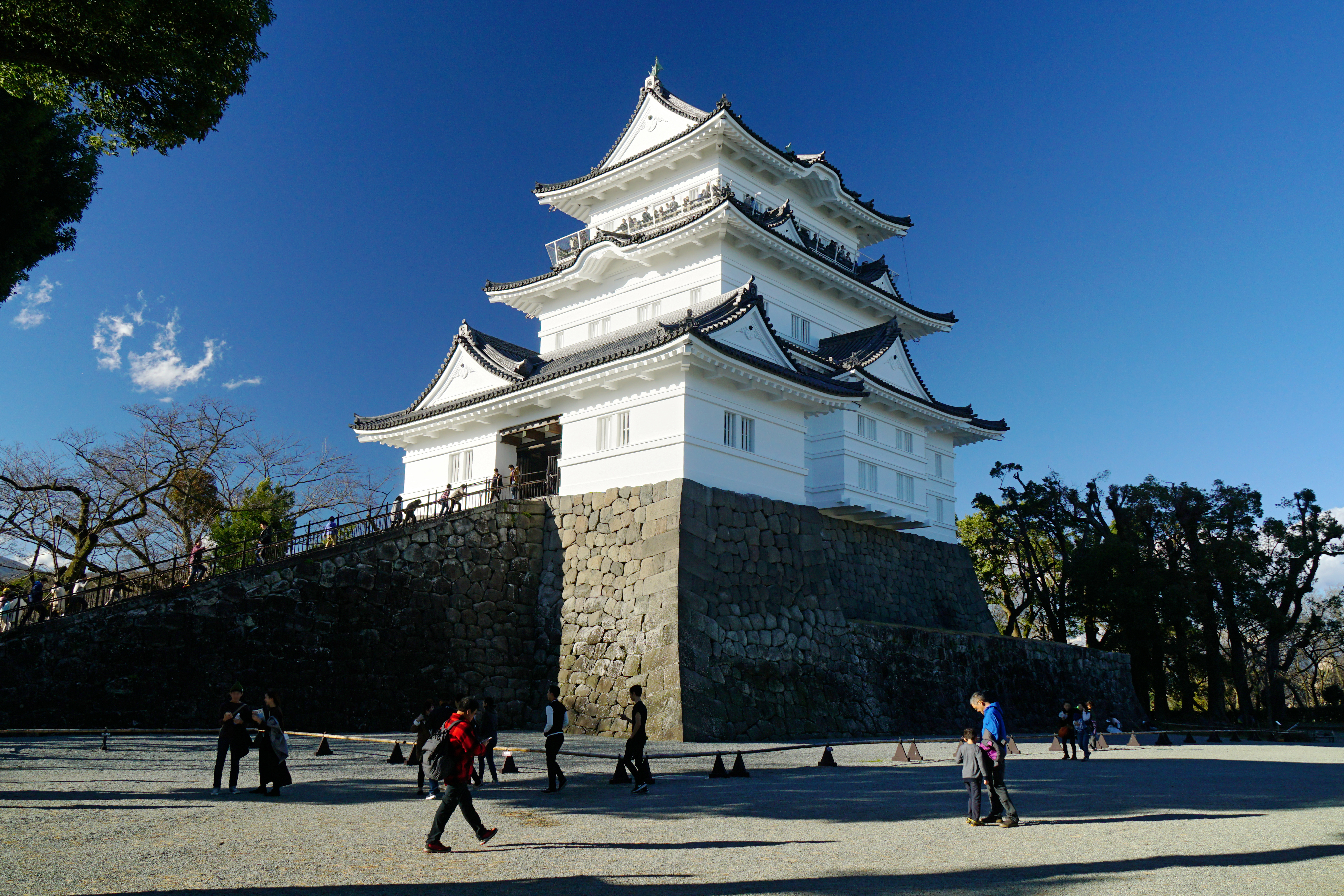
Il castello di Odawara

Odawara (小田原市; -shi?) è una città del Giappone di 194682 abitanti (dati 2015) situata nella prefettura di Kanagawa. Occupa un'area complessiva di 113,79 km². Odawara raggiunse lo status di città il 20 dicembre 1940.

## Storia
La posizione strategica di Odawara sulla strada del Tokaido tra le montagnose Hakone e la baia di Sagami le ha dato un ruolo chiave nella storia giapponese. Prima del periodo Edo il castello di Odawara fu una fortezza del Tardo clan Hōjō. Durante il periodo Edo il suo castello controllava la strada del Tokaido compresa tra il quartier generale dello Shogunato Tokugawa e Edo e le stazioni a occidente di Hakone, incluse Sumpu Shizuoka), Hamamatsu e Nagoya. La struttura venne abbattuta durante il rinnovamento Meiji nella seconda metà del XIX secolo. Fu ricostruito nel 1960 su una collina che domina la città.
Il 15 agosto 1945, Odawara fu l'ultima città giapponese a essere bombardata dagli alleati durante la seconda guerra mondiale.

## Luoghi di interesse
Oltre al castello di Odawara questa zona è uno dei principali punti di transito per la montagnosa zona turistica di Hakone.
Enoura, un quartiere costiero di Odawara, noto per il suo mare pulito, abbonda di kumamomi, un tipo di pesce che preferisce acque chiare e pulite. Alle volte si trovano anche tartarughe di mare. Grazie alle sue acque cristalline e all'abbondanza di vita marina, molti sub si recano a Enoura per immergersi.

## Infrastrutture e trasporti

### Autostrada
- Route 1, da Tokyo a Kyōto
- Route 135, per Shimoda
- Route 255, per Hadano
- Route 271, per Atsugi (a pedaggio)

### Bus
- Servizio di bus per la penisola di Izu

### Treno
- Tōkaidō Shinkansen, da Tokyo a Hakata
- Tōkaidō-honsen da Tokyo a Atami
- Odakyū Odawara Sen per Shinjuku
- Hakone Tozan Tetsudō-sen per Hakone
- La ferrovia Daiyuzan per Sekimoto